# Llibreria 22
La Llibreria 22 és una llibreria de Girona fundada el 20 d'octubre de 1978 per vint-i-sis accionistes, que encara en formen part des de la seva fundació. Guillem Terribas n'ha estat al capdavant fins al gener del 2015, data en què va anunciar que seria substituït per Jordi Gispert. La llibreria ha estat guardonada pel govern espanyol per a la Millor Labor de la Difusió de la Cultura (1986) i per la Generalitat de Catalunya com a Millor Llibreria (1990 i 1997).
Sota la direcció de Guillem Terribas, un altre dels guardons rebuts per la Llibreria 22 fou el Premi Liberpres a l'apartat de Literatura «com espai integrador d'entreteniment, enteniment, cultura i humanisme», distinció concedida el 16 d'octubre de 2014.